# Samuel Knorr von Rosenroth

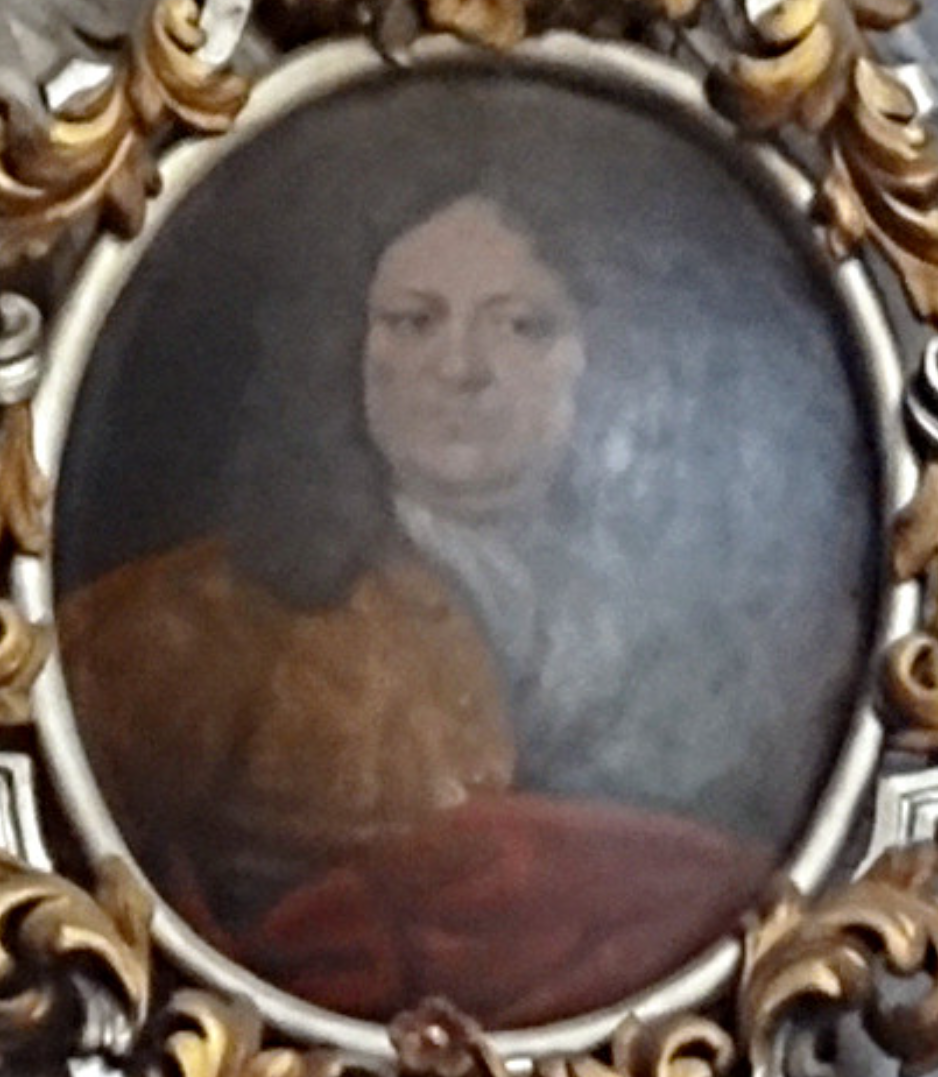
Samuel Knorr von Rosenroth. Portrait an seinem Epitaph

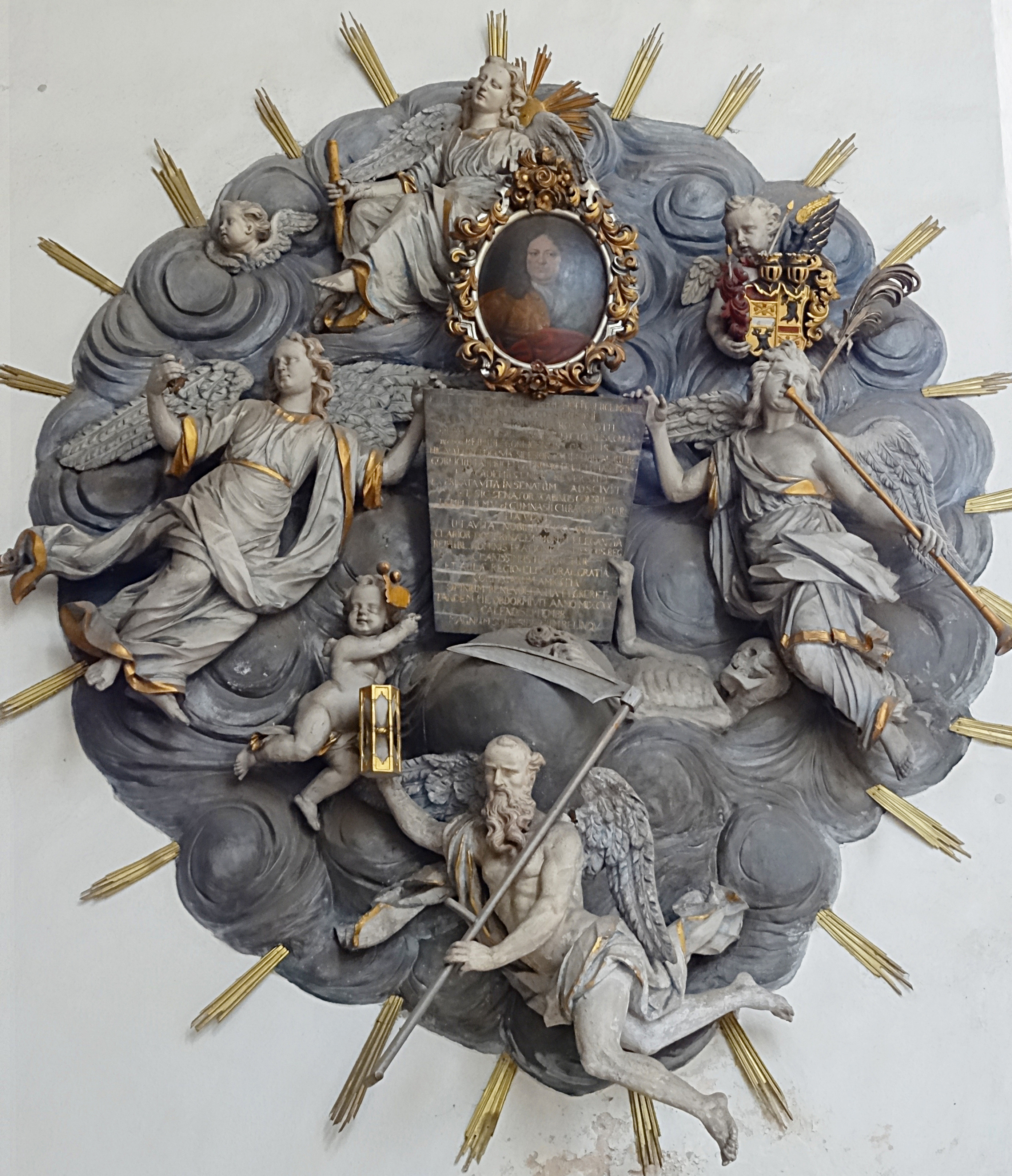
Epitaph für Samuel Knorr von Rosenroth in der Görlitzer Dreifaltigkeitskirche

Samuel Knorr von Rosenroth (* 1. Juli 1657 in Glogau; † 1. September 1720 in Görlitz) war Bürgermeister der Stadt Görlitz in den Jahren 1704, 1708, 1712, 1714–1715, 1717 und 1719, außerdem Dichter, kursächsischer und königlich polnischer Rat, kaiserlicher Hofpfalzgraf (comes palatinus) und Begründer des Görlitzer Waisenhauses.

## Leben

### Herkunft und Heirat
Samuel Knorr von Rosenroth war ein Sohn des Predigers Kaspar bzw. je nach Quelle Großglogauer Oberpfarrers Knorr von Rosenroth. Dessen Bruder, also Samuels Onkel, war Christian Knorr von Rosenroth, Abraham Benedikt Knorr von Rosenroth Samuels Großvater. Er ging am 6. November 1679 mit Dorothea Sophia Gehler, Tochter Bartholomäus Gehlers, eine Ehe ein.

### Ratskarriere in Görlitz
Im Alter von 27, im Jahr 1684 kam Knorr von Rosenroth nach Görlitz und unternahm eine Reise nach Wien. Dort ernannte ihn Kaiser Leopold zum kaiserlichen Pfalzgrafen. Im Jahr 1693 wurde er in Görlitz Ratsherr und im Jahr 1698 Schöffe. Im Jahr 1704 war er erstmals Bürgermeister.
Die Regierung der Stadt Görlitz war zur damaligen Zeit oligarchisch geprägt, einige, oft auch untereinander verwandte Ratsfamilien betrachteten die Stadtverwaltung als ihr Vorrecht. Zu Beginn des 18. Jahrhunderts war Knorr von Rosenroth mit einer damals öfters vorkommenden Regelmäßigkeit von vier Jahren Bürgermeister. Zur gleichen Zeit war beispielsweise auch sein Schwager Johann Wilhelm Gehler Bürgermeister, zwar nur zwei Mal, aber im Abstand von vier Jahren. Knorr von Rosenroth bewohnte damals das Haus Obermarkt 27.

### Dichterische Tätigkeit und ihm selbst gewidmete Gedichte
Benjamin Neukirch nahm ein von ihm verfasstes Hochzeitsgedicht unter dem Titel Der glückselige leid- und freudenwechsel. Bey der Kahl- und Keßlerischen vermählung vorgestellet von S. K. in die Anthologie Herrn von Hoffmannswaldau und andrer Deutschen auserlesener und bißher noch nie zusammen-gedruckter Gedichte auf. Die Oberlausitzische Bibliothek der Wissenschaften verfügt über „eine ganze Reihe“ von Gelegenheitsgedichten Knorrs, der seine Gedichte mit „S. K.“ signierte.
Anlässlich Knorr von Rosenroths erster Bürgermeisterwahl im Jahr 1704, schrieben ihm Christopher Zippel ein lateinisches und Samuel Steulmann ein deutsches, jeweils in Leipzig gedrucktes Gedicht.

### Waisenhaus
Am 6. September 1712 schlug Knorr von Rosenroth in Görlitz vor, ein Waisenhaus zu errichten. Unter landesherrlicher Genehmigung wurde eine „Lotterie“ ins Leben gerufen. Nach 15 Jahren – Knorr von Rosenroth war bereits verstorben – war der dadurch eingerichtete Fonds allmählich so gestiegen, dass am 23. Juni 1727 der Grundstein für ein Waisenhaus gelegt, unmittelbar neben die Annenkapelle („an die Annenkirche anstoßenden Gebäude“).